# 國際地質科學聯盟
國際地質科學聯盟，又译作国际地质科学联合会（International Union of Geological Sciences，IUGS）是一個國際性非政府組織，專注於地質學領域的國際合作。成立於1961年，是國際科學理事會（ICSU）的成員。截至 2023 年，它代表了全球超過 100 萬地質科學家。
中国在1976年正式加入国际地质科学联合会。

## 工作内容
国际地质科学联合会的宗旨是鼓励和促进对地球和其他星球基本特性的研究，促进对地球及其他扩展领域的了解；增加地质研究开展国际间以及各学科之间的合作，建立地质学专用术语及单位的标准；加强地质科学的普及工作，在最广泛的范围内开展地质学教育，以了解地质学领域人类所面临的问题。

### 國際地質大會

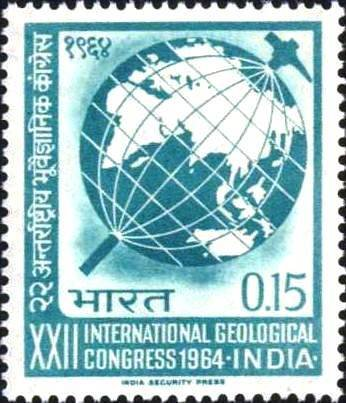
1964年發行的印度郵票，是在第22屆國際地質大會前夕發行的。

## 外部連結
- International Union of Geological Sciences Website （页面存档备份，存于）
- International Council for Science Website
- International Year of Planet Earth Website （页面存档备份，存于）
- Episodes Website （页面存档备份，存于）
- Permanent Secretariat Website
- International Geoscience Programme Website